# Selecció de futbol de Groenlàndia
La Selecció de futbol de Groenlàndia (danès: Grønlands fodboldlandshold) és l'equip representatiu de Groenlàndia en les competicions oficials. La seva organització es troba a càrrec de la Unió de Futbol de Groenlàndia. Tot i que té el mateix estat que les Illes Fèroe dins del Regne de Dinamarca, Groenlàndia no és, com la selecció de futbol de les Illes Fèroe, membre de la FIFA ni de cap confederació continental i, per tant, no és elegible per entrar a la Copa del Món ni a altres sancionats. tornejos. La majoria dels partits que han jugat han estat contra les Illes Fèroe i Islàndia, però cap dels dos contrincants se'ls considera internacionals. L'equip nacional de Groenlàndia pretén unir-se a la FIFA en un futur proper.

## Història
La Unió de Futbol de Groenlàndia es va fundar el 1971 per supervisar el desenvolupament del futbol al territori, tot i que des del 1954 es va celebrar regularment un campionat de clubs a tota l'illa. Groenlàndia va jugar el seu primer partit internacional el 2 de juliol de 1980 contra un altre territori danès, les Illes Fèroe, perdent per 6-0. El partit es va jugar a Sauðárkrókur a Islàndia en el marc de la Copa Groenlàndia, un torneig amistós. Groenlàndia va jugar al seu segon partit el 3 de juliol, Groenlàndia i els integrants de la FIFA Islàndia a Húsavík, perdent per 4-1 i va acabar tercer al torneig.
Tres anys després, van acollir la segona Copa Groenlàndia, però el format del 1983 consistia en un únic partit entre Groenlàndia i les Illes Fèroe per determinar el guanyador. El 29 de juny, disputat a Nuuk, el partit va acabar 0-0. Per tant, uns dies més tard, el 3 de juliol, es va tornar a reproduir el partit, aquesta vegada va acabar amb una victòria de 3 a 2 per als feroians.
La tercera i última Copa de Groenlàndia es va jugar a les Illes Fèroe el 1984, i va tornar el retorn d'Islàndia a la competició. El partit del 3 d'agost, Groenlàndia va ser derrotat per Islàndia per 1 a 0 a Fuglafjørður. Dos dies després, van tornar a ser derrotats per 1-0 a les Illes Fèroe a Klaksvík, i van acabar tercer al torneig com el 1980. Poc després del torneig van jugar un partit amistós contra els feroesos el 7 d'agost a Tórshavn, van perdre. 4-2.
Groenlàndia és membre de l'Associació Internacional dels Jocs Insulars i ha participat en futbol als Jocs Insulars. Des del 13 d'octubre de 2005 és membre provisional de la NF-Board i des del 25 de març del 2006 és membre de ple dret. El 17 d'octubre de 2009, l'equip va ser acceptat com a membre provisional de la IFU. Groenlàndia també va jugar al Tibet, un altre equip no FIFA, el 2001 al Vanlose Arena de Copenhaguen. Tot i això, l'equip estava format per jugadors que eren d'ascendència tibetana i no del propi Tibet. El matx va cridar l'atenció internacional quan la Xina va amenaçar amb embargar les exportacions de gambes de Groenlàndia a causa de la sobirania disputada del Tibet. Groenlàndia va guanyar el partit per 4-1.

## Jocs Insulars
| Any  | Ronda             | Lloc              | PJ                | PG                | PE                | PD                | GF                | GC                |
| ---- | ----------------- | ----------------- | ----------------- | ----------------- | ----------------- | ----------------- | ----------------- | ----------------- |
| 1989 | Quart lloc        | 4t                | 4                 | 1                 | 0                 | 3                 | 4                 | −8                |
| 1991 | Ronda 1           | 8è                | 4                 | 0                 | 0                 | 4                 | 8                 | −15               |
| 1993 | Quart lloc        | 4t                | 4                 | 2                 | 0                 | 2                 | 1                 | −6                |
| 1995 | Quart lloc        | 4t                | 5                 | 2                 | 0                 | 3                 | 10                | −10               |
| 1997 | Ronda 1           | 9è                | 4                 | 0                 | 1                 | 3                 | 3                 | −9                |
| 1999 | Quarts            | 8è                | 5                 | 2                 | 0                 | 3                 | 11                | −19               |
| 2001 | Ronda 1           | 9è                | 4                 | 2                 | 1                 | 1                 | 6                 | −2                |
| 2003 | Ronda 1           | 10è               | 2                 | 3                 | 0                 | 2                 | 22                | −5                |
| 2005 | Ronda 1           | 8è                | 5                 | 1                 | 2                 | 2                 | 8                 | −14               |
| 2007 | No va entrar      | No va entrar      | No va entrar      | No va entrar      | No va entrar      | No va entrar      | No va entrar      | No va entrar      |
| 2009 | Round 1           | 9è                | 4                 | 1                 | 0                 | 3                 | 8                 | −15               |
| 2011 | Ronda 1           | 11è               | 4                 | 1                 | 0                 | 3                 | 5                 | −7                |
| 2013 | Subcampió         | 2n                | 5                 | 2                 | 0                 | 3                 | 21                | −5                |
| 2015 | Playoffs          | 5è                | 4                 | 3                 | 1                 | 0                 | 8                 | −4                |
| 2017 | Subcampió         | 2n                | 5                 | 3                 | 1                 | 1                 | 7                 | −9                |
| 2019 | No es va celebrar | No es va celebrar | No es va celebrar | No es va celebrar | No es va celebrar | No es va celebrar | No es va celebrar | No es va celebrar |

Key
      Campió
      Subcampió
      Tercer lloc
**El color de la vora vermella indica que el torneig es va celebrar a casa.